# Петырч
Петырч (болг. Петърч) — село в Болгарии. Находится в Софийской области, входит в общину Костинброд. Население составляет 2285 человек (2022).

## Политическая ситуация
В местном кметстве Петырч, в состав которого входит Петырч, должность кмета (старосты) исполняет Албена  Захариева Василева (Болгарская социалистическая партия (БСП)) по результатам выборов правления кметства.
Кмет (мэр) общины Костинброд — Красимир Вылов Кунчев (Болгарская социалистическая партия (БСП)) по результатам выборов в правление общины.